# شهوت برای زندگی
شهوت برای زندگی (به انگلیسی: Lust for Life) پنجمین آلبوم استودیویی توسط لانا دل ری خواننده اهل ایالات متحده آمریکا است که در ۲۱ ژوئیه ۲۰۱۷ منتشر شد. «عشق» اولین تک‌آهنگ آلبوم در ۱۸ فوریه ۲۰۱۷ منتشر شد. عنوان آلبوم در ۲۹ مارس ۲۰۱۷ از طریق یک تریلر روی کانال رسمی ویوو لانا دل ری روی یوتیوب اعلام شد. شهوت برای زندگی ترانه‌ای هم‌عنوان آلبوم با هم‌خوانی د ویکند خواننده کانادایی بعنوان دومین تک‌آهنگ در ۱۹ آوریل ۲۰۱۷ منتشر شد. هم‌چنین هنرمندانی چون آساپ راکی، استیوی نیکس، شان لنون و پلی‌بوی کارتی در این آلبوم بعنوان مهمان حضور ویژه و بهمراه لانا دل ری هم‌خوانی داشته‌اند.
این آلبوم نامزد دریافت جایزه گرمی در رده بهترین آلبوم آواز پاپ در شصتمین مراسم جایزه گرمی شده بود. این دومین نامزد شدن لانا دل ری در این رده از جوایز گرمی است.

## فهرست آهنگ‌ها
| شماره      | نام                                                     | نویسنده(ها)                                  | تهیه‌کننده(ها)                           | مدت   |
| ---------- | ------------------------------------------------------- | -------------------------------------------- | --------------------------------------- | ----- |
| ۱.         | «عشق»                                                   | لانا دل ری ریک نوولس بِنجامین لوین امیلی هینی | دل ری نوولس هینی بنی بلانکو کیرون منزیس | ۴:۳۲  |
| ۲.         | «شهوت برای زندگی» (با هم‌خوانی د ویکند)                  | دل ری نوولس آبل تسفی مکس مارتین              | دل ری نوولس منزیس دین رید مارتین        | ۴:۲۴  |
| ۳.         | «۱۳ ساحل»                                               |                                              |                                         | ۴:۵۵  |
| ۴.         | «گیلاس»                                                 |                                              |                                         | ۳:۰۰  |
| ۵.         | «موستانگ سفید»                                          |                                              |                                         | ۲:۴۴  |
| ۶.         | «سامر بامر»                                             |                                              |                                         | ۴:۲۰  |
| ۷.         | «عشق گروهی»                                             |                                              |                                         | ۴:۲۴  |
| ۸.         | «در احساسات من»                                         |                                              |                                         | ۳:۵۸  |
| ۹.         | «کواچلا - ووداستاک در ذهن من»                           |                                              |                                         | ۴:۱۸  |
| ۱۰.        | «خداوند آمریکا را حفظ کند - و تمام زنان زیبای در آن را» |                                              |                                         | ۴:۳۶  |
| ۱۱.        | «وقتی جهان در حال جنگ بود ما رقص‌مان را می‌کردیم»         |                                              |                                         | ۴:۳۵  |
| ۱۲.        | «افراد زیبا مشکلات زیبا» (با هم‌کاری استیوی نیکس)        |                                              |                                         | ۴:۱۳  |
| ۱۳.        | «فردا هرگز نرسید» (با هم‌کاری شان لنون)                  |                                              |                                         | ۵:۰۷  |
| ۱۴.        | «هروئین»                                                |                                              |                                         | ۵:۵۵  |
| ۱۵.        | «تغییر»                                                 |                                              |                                         | ۵:۲۱  |
| ۱۶.        | «آزاد شو»                                               |                                              |                                         | ۵:۳۴  |
| مجموع مدت: | مجموع مدت:                                              | مجموع مدت:                                   | مجموع مدت:                              | ۷۱:۵۶ |

## نمودار
| نمودار (۲۰۱۷)                                          | اوج موقعیت رتبه |
| ------------------------------------------------------ | --------------- |
| جدول آلبوم‌های کانادایی (بیلبورد)                       | ۱               |
| جدول آلبوم‌های بریتانیا (شرکت آفیشال چارتس)             | ۱               |
| آلبوم‌های استرالیا (جدول‌های ای‌آرآی‌ای)                   | ۱               |
| آلبوم‌های بین‌المللی کرواسی                              | ۱               |
| آلبوم‌های نروژ                                          | ۱               |
| آلبوم‌های پرتغال (انجمن صنفی گرامافون پرتغال)           | ۱               |
| آلبوم‌های اسکاتلند (شرکت آفیشال چارتس)                  | ۱               |
| آلبوم‌های اسپانیا (سازنده‌های موسیقی اسپانیا)            | ۱               |
| آلبوم‌های سوئد                                          | ۱               |
| ایالات متحده آمریکا (بیلبورد ۲۰۰)                      | ۱               |
| ایالات متحده آمریکا (آلبوم‌های برتر آلترناتیو)          | ۱               |
| آلبوم‌های بلژیک (آلتراتاپ والونیا)                      | ۲               |
| آلبوم‌های جمهوری چک (فدراسیون بین‌المللی صنعت فونوگرافی) | ۲               |
| آلبوم‌های ایرلند (انجمن صنعت ضبط ایرلند)                | ۲               |
| آلبوم‌های نیوزیلند                                      | ۲               |
| آلبوم‌های لهستان                                        | ۲               |
| آلبوم‌های سوئیس (جدول موسیقی سوئیس)                     | ۲               |
| آلبوم‌های فنلاند (جدول‌های رسمی فنلاند)                  | ۳               |
| آلبوم‌های فرانسه (سندیکای ملی انتشارات صوتی‌تصویری)      | ۳               |
| آلبوم‌های بلژیک (آلتراتاپ فلاندرز)                      | ۴               |
| آلبوم‌های مکزیک                                         | ۴               |
| آلبوم‌های اتریش (او۳ تاپ ۴۰ اتریش)                      | ۵               |
| آلبوم‌های دانمارک                                       | ۵               |
| آلبوم‌های یونان (فدراسیون بین‌المللی صنعت فونوگرافی)     | ۵               |
| آلبوم‌های هلند                                          | ۶               |
| آلبوم‌های ایتالیا (فدراسیون صنعت موسیقی ایتالیا)        | ۶               |
| آلبوم‌های آلمان (جدول کنترل رسانه)                      | ۸               |
| آلبوم‌های مجارستان (انجمن شرکت‌های ضبط مجارستانی)        | ۱۸              |
| ایالات متحده آمریکا (آلبوم‌های واینل بیلبورد)           | ۲۰              |

| نمودار (۲۰۱۷)                         | موقعیت رتبه |
| ------------------------------------- | ----------- |
| آلبوم‌های بلژیک (آلتراتاپ فلاندرز)     | ۷۵          |
| ایالات متحده آمریکا بیلبورد ۲۰۰       | ۱۴۲         |
| آلبوم‌های بلژیک (آلتراتاپ والونیا)     | ۱۹۶         |
| آلبوم‌های مکزیک (AMPROFON)             | ۵۴          |
| آلبوم‌های لهستان (ZPAV)                | ۷۸          |
| آلبوم‌های استرالیا (ای‌آرآی‌ای)          | ۸۷          |
| آلبوم‌های سوئد (Sverigetopplistan)     | ۹۲          |
| آلبوم‌های سوئیس (جدول موسیقی سوئیس)    | ۹۳          |
| آلبوم‌های بریتانیا (شرکت آفیشال چارتس) | ۱۰۰         |

## گواهینامه‌ها
| کشور                              | گواهی | شما گواهی/فروش |
| --------------------------------- | ----- | -------------- |
| لهستان                            | طلا   | ۱۰٬۰۰۰         |
| بریتانیا (صنعت ضبط صدای بریتانیا) | نقره  | ۶۰٬۰۰۰         |